# Plumerieae
Melodineae és una tribu de la subfamília de les Rauvolfioideae que pertany a la família de les Apocynaceae. Comprèn 10 gèneres. El gènere tipus és Plumeria L.

## Gèneres
- Allamanda L.
- Allemanda L., = Allamanda L.
- Anechites Griseb.
- Cameraria L.
- Cascabela Raf. =~ Thevetia L.
- Cerbera L.
- Cerberiopsis Vieill. ex Pancher & Sebert
- Himatanthus Willd.
- Morleya Woodson = Mortoniella Woodson
- Mortoniella Woodson
- Plumeria L.
- Plumeriopsis Rusby & Woodson = Thevetia L.
- Pterochrosia Baill. = Cerberiopsis Vieill. ex Pancher & Sebert
- Skytanthus Meyen
- Tanghinia Thouars = Cerbera L.
- Thevetia L.